# Jack Ruby
Jack Leon Ruby (născut Jack Leon Rubenstein, n. 25 martie 1911 – 3 ianuarie 1967) a fost un proprietar de cluburi de noapte din orașul Dallas, Texas, SUA. El a fost găsit vinovat și a fost condamnat la moarte pentru uciderea, la 24 noiembrie 1963, a lui Lee Harvey Oswald. Crima a fost comisă la două zile de la arestarea lui Oswald pentru asasinarea președintelui John F. Kennedy. Ruby a făcut apel la sentință dar, în timp ce se stabilea data judecării apelului, Ruby s-a îmbolnăvit și a murit de cancer pulmonar la 3 ianuarie 1967.
Teoriile conspirației susțin că Ruby ar fi fost implicat împreună cu figurile de marcă ale crimei organizate într-un complot pentru asasinarea lui Kennedy, dar nu s-a putut dovedi că legăturile lui cu gangsterii erau mai mult decât minime și el nu era genul de om care să acționeze într-o astfel de conspirație.

## Uciderea lui Oswald
Ruby (poreclit „Sparky”, de la numele său de boxer „Sparkling Ruby”) avea frecvent la el un pistol. La televiziunile WFAA-TV (Dallas) și NBC au apărut materiale filmate în care Ruby face pe reporterul la o conferință de presă de la poliția Dallas în seara asasinatului. La acea conferință de presă, procurorul Henry Wade a spus că Lee Oswald era membrul unui Comitet pentru Eliberarea Cubei, anti-Castro. Ruby se număra printre cei care l-au corectat pe Wade, spunând că era vorba despre un Comitet pro-Castro Fair Play for Cuba.
După două zile, după ce a venit cu mașina în centrul orașului să trimită un ordin de plată unui angajat, a mers pe jos până la sediul poliției. Există dovezi că ar fi fost o decizie de moment, deoarece și-a lăsat câinele preferat, Sheba, în mașină. El l-a împușcat mortal pe Oswald în ziua de duminică, 24 noiembrie 1963, la 11:21 AM CST, când autoritățile se pregăteau să-l transfere pe Oswald cu mașina de la sediul poliției la arest. Ieșind dintr-un grup de reporteri și fotografi, Ruby a tras cu un Colt Cobra .38 în abdomenul lui Oswald, eveniment surprins de transmisiunile în direct ale televiziunilor.
După arestarea sa imediat după atac, Ruby a spus mai multor martori că a ajutat orașul Dallas să-și îndrepte imaginea în fața publicului, și că moartea lui Oswald o va scuti pe Jacqueline Kennedy de chinul de a apărea la procesul lui Oswald. Ruby a declarat că l-a împușcat pe Oswald pentru a-l răzbuna pe Kennedy. Ulterior, el a susținut că l-a împușcat pe Oswald dintr-un impuls de moment, când a avut ocazia, fără a se gândi la vreun motiv anume. La momentul atacului, Jack Ruby lua phenmetrazin, un stimulent al sistemului nervos central.
Un alt posibil motiv, avansat de Frank Sheeran, presupus a fi asasin plătit de Mafie, într-o discuție cu Jimmy Hoffa, a fost acela că (conform spuselor lui Hoffa) Ruby ar fi primit misiunea de a coordona ofițerii de poliție loiali lui în scopul de a-l ucide pe Oswald în timp ce era arestat. Întrucât misiunea lui Ruby a eșuat, lui i s-ar fi dat de ales între a fi ucis sau a comite el însuși omorul.

## Procesul
Avocatul Melvin Belli din San Francisco a acceptat să-l reprezinte pe Ruby pro bono. Unii observatori au gândit că acest caz poate fi închis fără proces ca „murder without malice” (ceva echivalent cu omorul calificat sau cu manslaughter în legea americană), cu o pedeapsă maximă de cinci ani de închisoare. Belli a încercat, în schimb, să demonstreze că Ruby este nebun și că are un istoric de boli mintale în familie (ultima este adevărată, mama sa fiind internată într-un sanatoriu de boli mintale de mai mulți ani). La 14 martie 1964, Ruby a fost condamnat pentru murder with malice (omor cu premeditare, sau omor deosebit de grav) pentru care a fost condamnat la moarte.
În cele șase luni de după asasinarea lui Kennedy, Ruby a cerut în mod repetat, verbal și în scris, să discute cu membrii Comisiei Warren. Comisia nu s-a arătat interesată, și a acceptat să discute cu el doar după ce Eileen, sora lui Ruby, a adresat scrisori Comisiei Warren (scrisori care au devenit publice). În iunie 1964, judecătorul Earl Warren, deputatul de Michigan Gerald R. Ford și alți membri ai comisiei s-au deplasat la Dallas și s-au întâlnit cu Ruby. Ruby i-a cerut de mai multe ori lui Warren să-l ducă la Washington D.C., deoarece se temea pentru viața sa și dorea o ocazie să mai facă niște declarații. Warren nu a putut să facă aceasta, din cauza obstacolelor legale și deoarece interesul față de această deplasare ar fi fost prea mare. Conform înregistrării mărturiei lui Ruby, Warren a declarat că Comisia nu are cum să-i asigure protecția. Ruby a spus că dorește să-l convingă pe președintele Johnson că nu face parte din nicio conspirație pentru asasinarea lui JFK.

## Moartea
Ruby a murit de embolie pulmonară, cauzată de un cancer la plămân, la 3 ianuarie 1967 la Parkland Hospital, acolo unde muriseră Oswald și președintele Kennedy. A fost înmormântat lângă părinții săi la Westlawn Cemetery în Chicago.